# Cristián Arano
Cristián Paul Arano Ruiz (Santa Cruz de la Sierra, 23 febbraio 1995) è un calciatore boliviano, centrocampista dei Guabirá e della nazionale boliviana.

## Carriera

### Club
Ha sempre giocato nel campionato boliviano.

### Nazionale
Viene convocato per la Copa América 2019 in Brasile.